# Kanton Hayange
Hayange' is een kanton in het arrondissement Thionville van het Franse departement Moselle.

## Geschiedenis
Het kanton maakte tot 1 januari 2015 deel uit van het arrondissement Thionville-Ouest toen het arrondissement werd samengevoegd met het arrondissement Thionville-Est tot het arrondissement Thionville. Het kanton omvatte 3 gemeenten: Hayange, Ranguevaux en Serémange-Erzange tot op 22 maart 2015 het kanton Moyeuvre-Grande werd opgeheven en de 6 gemeenten werden opgenomen in het kanton Hayange.

## Gemeenten
Het kanton Hayange omvat sinds 2015 de volgende gemeenten:
- Clouange
- Gandrange
- Hayange
- Moyeuvre-Grande
- Moyeuvre-Petite
- Ranguevaux
- Rosselange
- Serémange-Erzange
- Vitry-sur-Orne